# چودهری غلام رسول
چودهری غلام رسول (انگلیسی: Chaudhry Ghulam Rasool; ۱ مه ۱۹۳۱ - ۱۹۹۱) بازیکن هاکی روی چمن اهل پاکستان بود.
وی در مسابقات کشوری و بین‌المللی در مجموع برندهٔ ۲ مدال طلا، ۱ مدال نقره شده‌است.